# Stan Lauryssens
Stan Lauryssens (* 1946 in Antwerpen) ist ein belgischer Autor, der in London wohnt, sein Schreibplatz ist in Antwerpen.

## Leben
Bevor Stan Lauryssens sich auf Reisen begab, arbeitete er zunächst als Lokalredakteur in Antwerpen. Er kam in der Welt herum und konnte Berühmtheiten und weniger bekannte Leute interviewen, darunter waren die Autoren Harold Robbins, Konsalik, Jack Higgins, Künstler wie Christo, Andy Warhol, Karel Appel  und Salvador Dalí.
Er schrieb fünf Bücher zum Thema Nationalsozialismus und führte dazu lange Interviews mit dem Hitler-Adjutanten Otto Günsche, mit Leni Riefenstahl und Karl Dönitz. In den 1970er Jahren veröffentlichte er seine Reportage über die Suche nach  Martin Bormann und Josef Mengele in Südamerika. In Englisch veröffentlicht wurde seine Studie über Arthur Moeller van den Bruck: The Man Who Invented the Third Reich. Sein Buch Opmars naar het Vierde Rijk thematisiert die alten Nazis in der Bundesrepublik, die sich zum „Marsch in das Vierte Reich“ im Naumann-Kreis um Werner Naumann zusammengetan hatten.
Zwischen 1985 und 1992 wohnte er in Barcelona und hielt sich im Umkreis von Salvador Dalí auf, darüber schrieb er
Dalí en ik, das zunächst als Serie in Mail on Sunday erschien. Es soll von Andrew Niccol als Dali & I: The Surreal Story  mit Cillian Murphy und Al Pacino verfilmt werden.
Ein Roman über die Ehe der Flämin Maria Nys und Aldous Huxley erschien 2001, Mijn heerlijke nieuwe wereld.
Auch im Krimigenre hat Lauryssens begonnen sich zu betätigen: Zwarte sneeuw, für den er 2002 den Preis für den besten flämischen Roman der letzten 12 Monate erhielt.
Lauryssens ist bekannt dafür, dass er Interviews mit Hollywood-Stars frei erfindet. Für den Handel mit gefälschten Dalí-Bildern wurde er in Belgien und Spanien zu Gefängnisstrafen verurteilt.

## Werke
(Es liegen keine deutsche Übersetzungen vor)
- 1975: Opmars naar het Vierde Rijk
- 1975: De Eichmann-erfenis
- 1998: Dalí en ik
- 1999: Costa del crimen: achter Spaanse tralies
- 2003: The Man Who Invented the Third Reich: The Life and Times of Arthur Moeller Van Den Bruck.  Sutton Publishing, New York, ISBN 0-7509-3054-3
- 2002: Zwarte sneeuw
- 2003: Dode lijken
- 2004: Rode rozen
- 2005: Doder dan dood
- 2005: Bloter dan bloot
- 2006: Geen tijd voor tranen
- 2007: Wie vroeg sterft
- 2009: Bloedrozen, de Dalí Killings
- 2011: Moord op de Kalmthoutse Heide
- 2012: Alle dagen curry en seks op zondag
- 2012: Lotte, 17 jaar, blond, blauwe ogen
- 2012: In de Schaduw van de Feniks
- 2013: Cleo, 15 jaar, rood haar, vader onbekend
- 2014: Het dode meisje
- 2014: Schoenaerts
- 2014: Bruxman en de wraak van Lange Wapper
- 2015: Selfie memoires van een sympathieke schurk
- 2016: De man die de treinen deed rijden: drama in drie bedrijven
- 2019: Mijn herinnering aan Jef Geeraerts: de man met de zweep

## Auszeichnungen
- 2002 Hercule-Poirot-Preis für Zwarte Sneeuw